# Making Your Mind Up
Making Your Mind Up ist ein Lied von Bucks Fizz. Es ist der britische Beitrag und der Siegertitel des Eurovision Song Contest 1981.

## Hintergrund
Andy Hill komponierte den Popsong mit John Danter. Im Laufe des Jahres 1980 komponierte Hill Making Your Mind Up und hatte bereits ein Auge darauf geworfen, mit ihm das Finale des britischen Ausscheidungswettbewerbs A Song for Europe zu erreichen. Seine damalige Freundin Nichola Martin, selbst Sängerin und Komponistin, ermutigte ihn, mit dem Songwriter John Danter zu arbeiten. Martin sagte, Danters Input sei minimal gewesen, der Song hauptsächlich eine Hill-Komposition. Im Oktober 1980 wurde ein Demo des Stücks aufgenommen, mit dem Gesang von Hill, Martin und Mike Nolan, ein Sänger, mit dem Hill zuvor gearbeitet hatte. Im Dezember wurde der Titel, eine der 591 Einsendungen des Wettbewerbs, als einer der acht Finalsongs ausgewählt. Martin wurde klar, dass sie schnell eine Gruppe zusammenstellen musste. Der Song war bereits unter dem Gruppennamen Bucks Fizz angemeldet, so fügten Martin und die künftige Managerin Jill Shirley der Gruppe Cheryl Baker, Bobby G und Jay Aston hinzu, Martin selbst war jedoch nicht mehr Teil der Gruppe. Es gab auch eine zweite Hill/Danter-Komposition, Have You Ever Been in Love, die von Martin und Hill unter dem Namen Gem aufgeführt wurde.
Martin und Shirley unterzeichneten einen Plattenvertrag mit RCA Records, und Hill verbrachte eine Woche in den Mayfair Studios in London, wo Bucks Fizz den Titel und seine B-Seite aufnahmen. Der Hintergrundgesang stammte von Alan Carvell, der diese Aufgabe auch beim Eurovisionsauftritt übernahm. Veröffentlicht wurde der Song bei Paper Music, einer Verlagsfirma von Billy Lawrie – selbst Songwriter und Bruder von Sängerin Lulu. Choreograph Chrissie Whickham, ein früheres Mitglied der Dancegruppe Hot Gossip, arbeitete zwei Tage mit der Gruppe an den Tanzschritten.
Der Text kann dahingehend interpretiert werden, dass es darum geht, eine ernsthafte Beziehung aufzubauen.

## Rezeption

### Chartplatzierungen
| ChartsChartplatzierungen     | Höchstplatzierung | Wochen |
| ---------------------------- | ----------------- | ------ |
| Deutschland (GfK)            | 5 (21 Wo.)        | 21     |
| Österreich (Ö3)              | 1 (14 Wo.)        | 14     |
| Schweiz (IFPI)               | 3 (10 Wo.)        | 10     |
| Vereinigtes Königreich (OCC) | 1 (12 Wo.)        | 12     |

| ChartsJahrescharts (1981) | Platzierung |
| ------------------------- | ----------- |
| Deutschland (GfK)         | 41          |
| Österreich (Ö3)           | 10          |
| Schweiz (IFPI)            | 16          |

### Auszeichnungen für Musikverkäufe
| Land/Region                  | Auszeichnungen für Musikverkäufe (Land/Region, Auszeichnung, Verkäufe) | Verkäufe |
| ---------------------------- | ---------------------------------------------------------------------- | -------- |
| Vereinigtes Königreich (BPI) | Silber                                                                 | 250.000  |
| Insgesamt                    | 1× Silber ·                                                            | 250.000  |